# Serjania regnellii
Serjania regnellii är en kinesträdsväxtart som beskrevs av Diederich Franz Leonhard von Schlechtendal. Serjania regnellii ingår i släktet Serjania och familjen kinesträdsväxter. Inga underarter finns listade i Catalogue of Life.